# Giorgio Lamberti
Giorgio Lamberti (Italia, 28 de enero de 1969) es un nadador italiano retirado especializado en pruebas de estilo libre, donde consiguió ser campeón mundial en 1991 en los 200 metros estilo libre.

## Carrera deportiva
En el Campeonato Mundial de Natación de 1991 celebrado en Perth (Australia), ganó la medalla de oro en los 200 metros estilo libre, con un tiempo de 1:47.27 segundos, por delante del alemán Steffen Zesner  (plata con 1:48.28 segundos) y del polaco Artur Wojdat  (bronce con 1:48.70 segundos).